# Ibne Nadim
Ibne Nadim (em árabe: ابن النديم; romaniz.: ibn al-Nadim; m. 995 foi um bibliógrafo e muçulmano xiita do Califado Abássida. É o autor do Kitab al-Fihrist.